# Parectecephala maculiceps
Parectecephala maculiceps är en tvåvingeart som beskrevs av Becker 1912. Parectecephala maculiceps ingår i släktet Parectecephala och familjen fritflugor. Inga underarter finns listade i Catalogue of Life.